# Hockey Sarzana 2021-2022
Questa voce raccoglie le informazioni riguardanti l'Hockey Sarzana nelle competizioni ufficiali della stagione 2021-2022.

## Maglie e sponsor
Lo sponsor ufficiale per la stagione 2021-2022 è Gamma Innovation.
| 1ª divisa | 2ª divisa |

## Organico

### Giocatori
Dati tratti dal sito internet ufficiale del club
| N° | Naz.              | Ruolo | Sportivo              |  |  |  |
| -- | ----------------- | ----- | --------------------- |  |  |  |
| 5  | Spagna (bandiera) | D     | Pol Galbas Pedrol     |  |  |  |
| 7  | Spagna (bandiera) | D     | Pablo Nájera          |  |  |  |
| 9  | Italia (bandiera) | A     | Matteo Cardella       |  |  |  |
| 10 | Italia (bandiera) | P     | Simone Corona         |  |  |  |
| 11 | Italia (bandiera) | A     | Davide Borsi          |  |  |  |
| 19 | Italia (bandiera) | D     | Ernest Cinquini       |  |  |  |
| 27 | Italia (bandiera) | P     | Thomas Mechini        |  |  |  |
| 55 | Spagna (bandiera) | A     | Joan Galbas Pedrol    |  |  |  |
| 57 | Italia (bandiera) | A     | Francesco Rossi       |  |  |  |
| 58 | Italia (bandiera) | P     | Alessio Bianchi       |  |  |  |
| 88 | Italia (bandiera) | A     | Francesco De Rinaldis |  |  |  |

### Staff tecnico
- Allenatore:  Mirko Bertolucci